# Festival des Artefacts
Le festival des Artefacts est un festival de musiques actuelles organisé au Zénith Strasbourg Europe et à La Laiterie de Strasbourg, en France,. En 2015, le festival compte 30 000 à 35 000 visiteurs par an. L'édition 2018 est annulée, et aucune information sur un éventuel événement « festival des Artefacts » ne transparaîtra depuis.

## Histoire

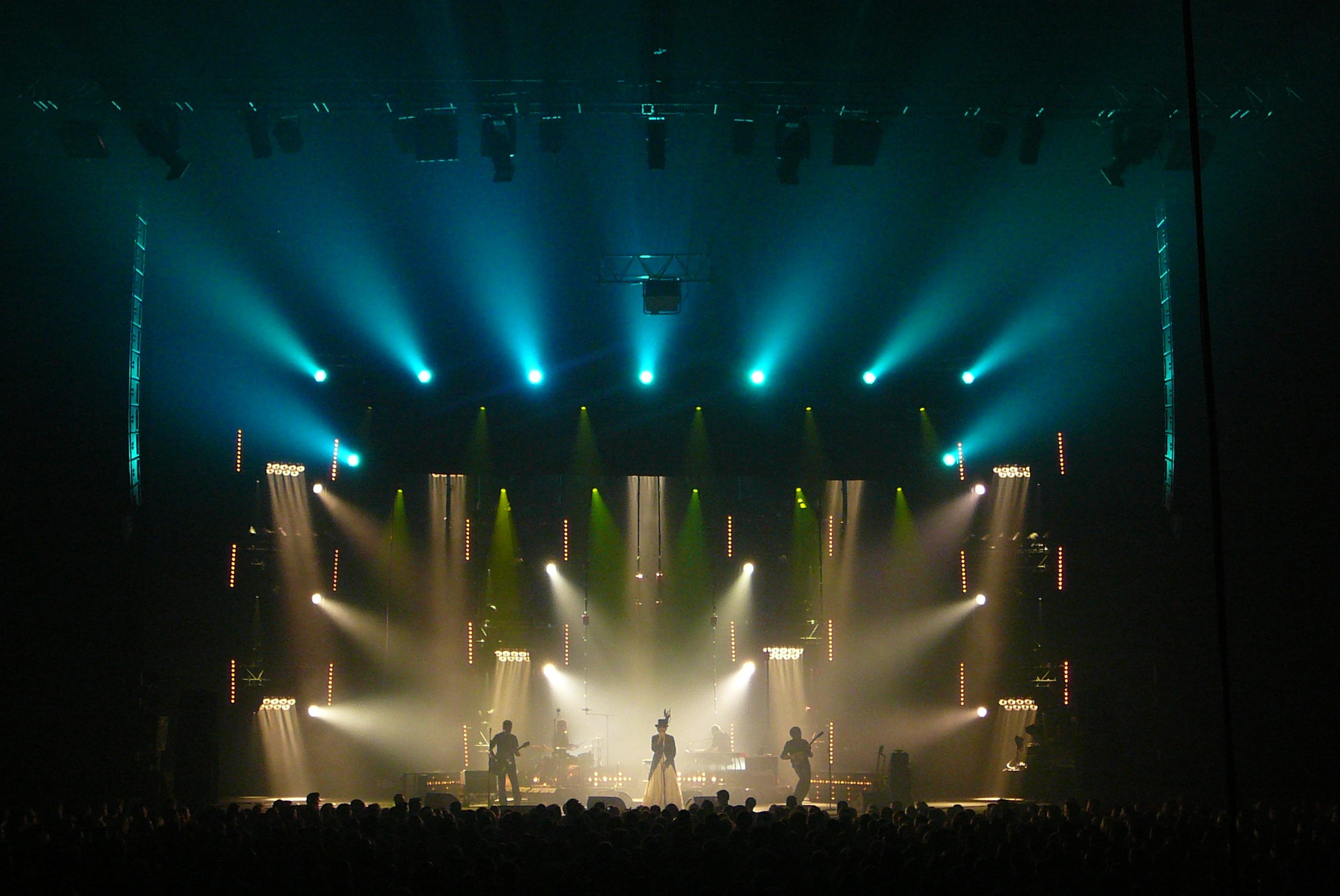
Édition 2009.

Le festival est créé en 1996. L'idée maîtresse est d'offrir un événement grand format au public qui tout au long de l’année fréquente La Laiterie, faisant son succès et surtout celui des artistes qui sont proposés sur ses scènes. En 1998, le festival ajoute de la musique électronique en plus de sa programmation rock, notamment avec Aphex Twin.
La programmation de 2000 a lieu au Parc du Rhin le 2 juin 2000 avec notamment Iron Maiden, Stratovarius, et Nightmare. À la suite de cette édition, une rupture décisive est apparue dans l'orientation prise par le style du festival. Dès 2008, le festival est organisé sur deux semaines ; avant cela, il était organisé au mois d'avril pendant 8 jours. La 16e édition a lieu durant trois jours au Zénith du 15 au 17 avril 2011. Le week-end Zénith est précédé de deux jours de concerts à la Laiterie les 8 et 9 avril ainsi que plusieurs concerts délocalisés de Strasbourg à Schiltigheim et Illkirch-Graffenstaden.
En 2015, le festival compte 30 000 à 35 000 visiteurs par an. L'édition 2017 devait être prévue leu 23 juin au Zénith mais été décalée au 25 juin 2017. En novembre 2017, le festival annonce faire une pause, « lui permettant de rentrer dans une phase de questionnement pour se renouveler et mieux revenir, dès que possible » ; l'édition 2018 du festival est donc annulée. Dès lors, plus aucune nouvelle ne sera donné de la part des organisateurs depuis les réseaux sociaux (notamment Facebook).

## Programmations

### 2000
- 2 juin 2000 : Iron Maiden, Stratovarius, Samael, Mayhem, Edguy, Entombed, Spiritual Beggars, Nightmare.

### 2003
Elle a lieu les 25, 26 et 27 avril 2003, avec :
- Vendredi 25 avril : Lofofora, Watcha, Glassjaw, AqME, Out.
- Samedi 26 avril : Ska-P, Wampas, Superbus, Les Fils de Teuhpu, Burning Heads, Le Maximum Kouette.
- Dimanche 27 avril : Zebda, Capleton, Le Peuple de l'herbe, Massilia Sound System, Kana.

### 2004
Elle a lieu les 23, 24 et 25 avril 2004, avec :
- Vendredi 23 avril : Alain Bashung, Bénabar, La Tropa.
- Samedi 24 avril : -M-, Miossec, Java, Weepers Circus, Sébastien Martel.
- Dimanche 25 avril : Marcel et son orchestre, AqME, Babylon Circus, Gojira, Uncommonmenfrommars, La Ruda.

### 2005

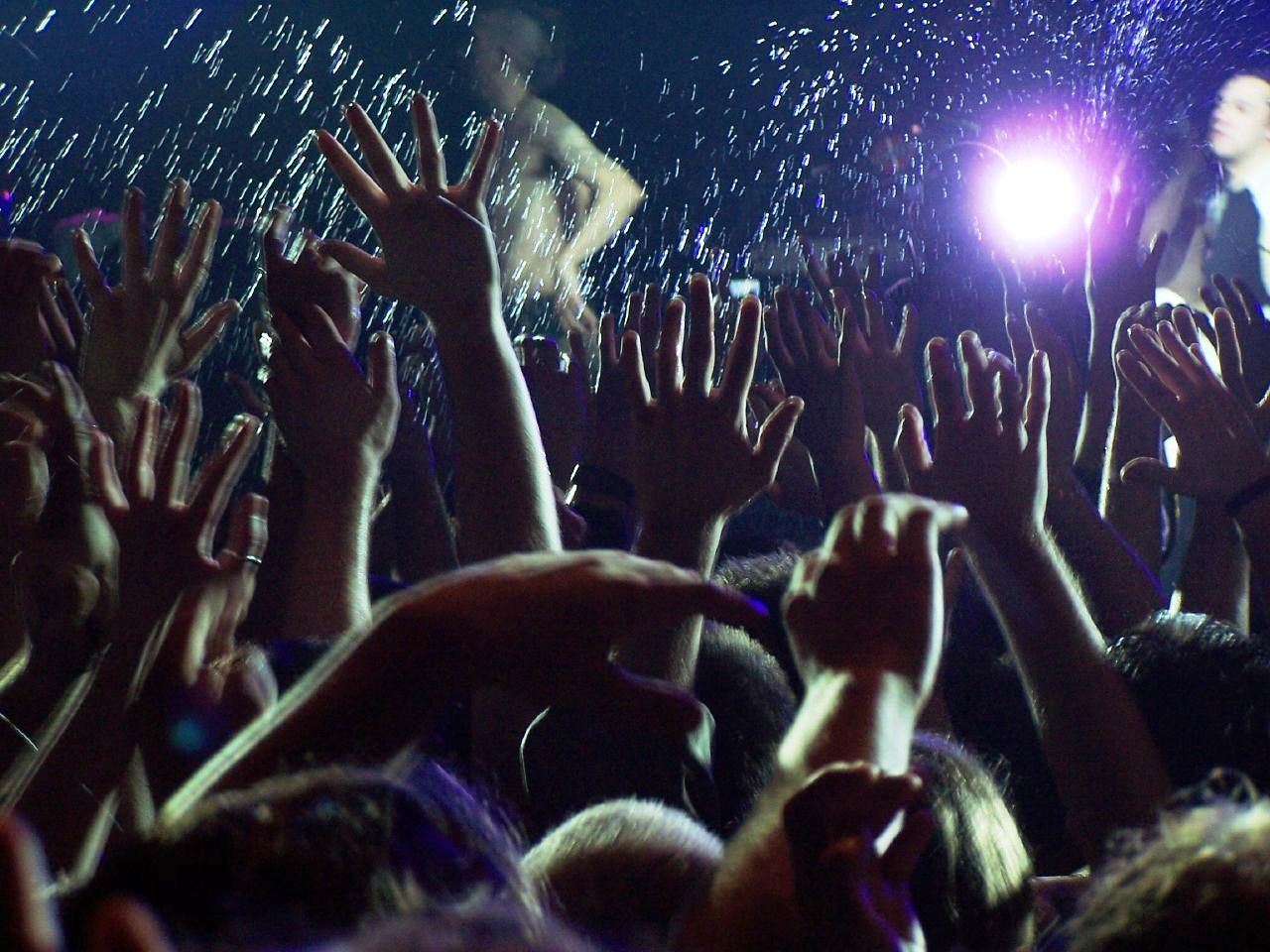
Édition 2005 du festival.

Elle a lieu les 22, 23 et 24 avril 2005, avec :
- Vendredi 22 avril : Emir Kusturica et The no smoking orchestra, Mano Solo, Sinclair, La Rue Ketanou, Nosfell, Les Fatals Picards, Orange Blossom.
- Samedi 23 avril : Ska-P, Nashville Pussy, La Souris déglinguée, The BellRays, Watcha, The Saints, L'Esprit du clan, Luke, Wünjo, The sirens.
- Dimanche 24 avril : Gentleman, Asian Dub Foundation, Tiken Jah Fakoly, High Tone, Israel Vibration, Rasta Bigoud, Improvisators Dub, Sayag Jazz Machine, The Busters, Two Tone Club, Flya and Djins.

### 2006
Elle a lieu les 28, 29 et 30 avril 2006, avec :
- Vendredi 28 avril : Louise Attaque, Yann Tiersen, Émilie Simon, Dominique A, Sharon Jones, A.S. Dragon, 54 Nude Honeys, Architecture in Helsinki.
- Samedi 29 avril : Mickey 3D, Têtes raides, Debout sur le zinc, Guillaume Aldebert, Mon côté punk, Les Hurlements d'Léo (annulé pour raisons de santé), Lo'jo, Dupain, Mell, Da Silva.
- Dimanche 30 avril : Dropkick Murphys, Max Romeo, Less Than Jake, Saïan Supa Crew, Les Wampas, AqME, Les Tambours du Bronx, Dub Inc, Clawfinger, Birdy Nam Nam, Kagerou, Seeed.

### 2007
Elle a lieu les 27, 28 et 29 avril 2007 avec :
- Vendredi 27 avril : Sanseverino, Les Ogres de Barback, Souad Massi, The Locos, Les Hurlements d'Léo et L'Enfance Rouge - concerts propres et création commune, Tinariwen, Les Caméléons, Marcel et son orchestre.
- Samedi 28 avril : Bunny Wailer, Capleton, Mystic Revelation of Rastafari, Third World, Soprano, Babylon Circus Experience, Beat Assailant, KRYS, Mac Tyer.
- Dimanche 29 avril : Within Temptation, Suicidal Tendencies, The Exploited, In Extremo, Lofofora, Lagwagon, Beatsteaks, Punish Yourself, Black Bomb A, Delain.

### 2008
13e édition qui a lieu les 18, 19 et 20 avril 2008 au nouveau Zénith Strasbourg Europe, avec :
- Vendredi 18 avril : Justice, Serj Tankian, BB Brunes, Birdy Nam Nam, Vitalic, Gogol Bordello, Mix Master Mike.
- Samedi 19 avril : Cali, Grand Corps Malade, Dionysos, Renan Luce, AaRON, Daniel Darc.
- Dimanche 20 avril : Tiken Jah Fakoly, Groundation, Gentleman and the Far East Band, Orchestre national de Barbès, Sebastian Sturm.

Le groupe Babyshambles était initialement programmé le vendredi 18 avril mais la décision de justice concernant le chanteur Pete Doherty a entraîné l'annulation de son concert. Le festival s'est prolongé plusieurs soirées à La Laiterie à Strasbourg à partir du 23 avril avec :
- Mercredi 23 avril : HushPuppies, Kill the Young, La Phaze, The Willowz.
- Jeudi 24 avril : Infectious Grooves, No Use for a Name, The Inspector Cluzo, Dub Trio.
- Vendredi 25 avril : Empyr, Nada Surf, Quidam, Syd Matters.
- Samedi 26 avril : Sébastien Tellier, Principles of Geometry, Little, Koko von Napoo.

### 2009

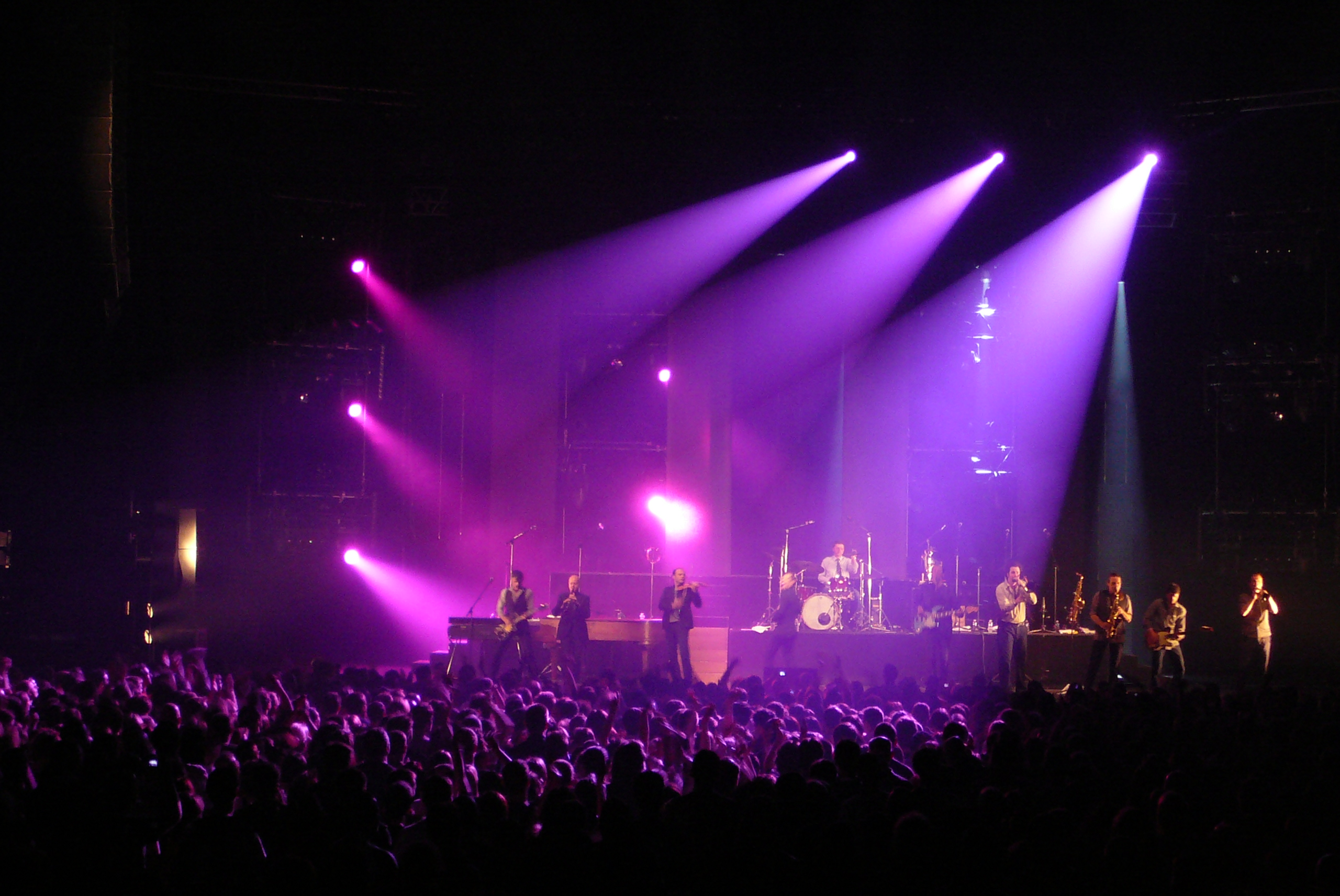
Édition 2009.

La 14e édition a lieu du 14 au 18 avril 2009 à La Laiterie, puis du 24 au 26 avril 2009 au Zénith Strasbourg Europe, avec :
La Laiterie :
- Mardi 14 avril : Stuck in the Sound, Housse de Racket.
- Mercredi 15 avril : Puppetmastaz, The Mighty Underdogs.
- Jeudi 16 avril : Herman Dune.
- Vendredi 17 avril : Ultra Vomit, Tagada Jones, Parabellum, Esprit du clan.
- Samedi 18 avril : Projet Mexico : Murcof, Talvin Singh, Erik Truffaz, Oxmo Puccino, Zone Libre vs. Casey and Hame, Belleruche.

Zénith :
- Vendredi 24 avril : Bénabar, Anaïs, Amadou et Mariam, Thomas Fersen, La Grande Sophie.
- Samedi 25 avril : Ska-P, La Rue Ketanou, Dub Inc, Les Wampas, Assassin, Babylon Circus.
- Dimanche 26 avril : Patrice, Keziah Jones, The Ting Tings, Miss Kittin et The Hacker, Peaches.

### 2010
Cette 15e édition a lieu les 16 et 17 avril 2010 au Zénith Strasbourg Europe et à partir du 21 avril 2010 à la Laiterie.
Au Zénith de Strasbourg, vendredi 16 et samedi 17 avril 2010
- Vendredi 16 avril : Iggy and the Stooges, The Brian Jonestown Massacre, Yuksek, Crookers, The Bloody Beetroots, Eiffel.
- Samedi 17 avril : Archive, Wax Tailor, Rodrigo y Gabriela, Chinese Man, Luke, Nada Surf.

La laiterie (Strasbourg) du 21 au 24 avril 2010
- Mercredi 21 avril : Yeallow, PacoVolume, Rock and Junior.
- Jeudi 22 avril : Midlake, Hey Hey My My, The Rodeo, et invités.
- Vendredi 23 avril : Le Peuple de l'herbe, Pulpalicious, Molecule, et invités.
- Samedi 24 avril : Soirée Scènes d'ici

### 2011
Laiterie
- Samedi 2 avril : Scènes d'ici : See You Colette, Grand March, Manuel Etienne, Mouse DTC, Mid Wild, Dooz Kawa, 2011 by Deaf rock, Gunz 'N' Roses by Dirty 8, DJ Kemical KEM.
- Mercredi 6 avril : Goose, Jamaica, King Charles.
- Samedi 9 avril : Beat Torrent, Scratch Bandits Crew, Lexicon.
- Dimanche 10 avril : The russian futurists, Rainbow Arabia, Architecture in Helsinki.

Salle des fêtes de Schiltigheim
- Jeudi 7 avril : Les Ogres de Barback, La Maison Tellier et Melissmell.
- Mardi 12 avril : Cali, Kaolin et 1984.

L'Illiade à Illkirch-Graffenstaden
- Mercredi 13 avril : Moriarty, Syd Matters, et Roméo et Sarah.

Zénith de Strasbourg
- Vendredi 15 avril : NOFX, Sick of It All, Beatsteaks, Dropkick Murphys, Apocalyptica, Army of Freshmen.
- Samedi 16 avril : Puggy, Aṣa, Ayọ, Ben l'Oncle Soul, AaRON, Morcheeba, Stromae.
- Dimanche 17 avril : Lyre le temps, Danakil, Raggasonic, Soprano, Dub Inc, High Tone.

### 2012
La 17e édition a lieu du 11 au 28 avril 2012 à la Laiterie et au Zénith de Strasbourg.
LA laiterie
- Mercredi 11 avril : Mansfield.Tya, Zola Jesus, Balthazar, Chapelier fou, Matt Elliott, Greenshape, Callmekat.
- Jeudi 12 avril : Skip the Use, The Shoes, Nasser, The Electric Suicide Club.
- Vendredi 13 avril : Orelsan, C2C, Puppetmastaz, Blake Worrell.
- Samedi 14 avril : Killing Joke, And Also the Trees, Black Box Revelation, Sidilarsen.

Zénith de Strasbourg
- Vendredi 20 avril : Skrillex, Simple Plan, Birdy Nam Nam, Pony Pony Run Run, Foreign Beggars, Stuck in the Sound, We the Kings.
- Samedi 21 avril : Charlie Winston, Selah Sue, Hubert-Félix Thiéfaine, Cœur de pirate, Caravan Palace, Izia, Revolver.
- Dimanche 22 avril : Groundation, Method Man, Chinese Man feat. Tumi, Nneka, Ky-Mani Marley, Le Peuple de l'herbe, Tarrus Riley, Beat Assailant.

La Laiterie : Scènes d'ici
- Jeudi 26 avril : The International Unplugged Rock 'n' Roll Society.
- Vendredi 27 avril : The Last Target, We Are Lake.
- Samedi 28 avril : Dirty Deep feat. Thomas Schoeffler jr, Hermetic Delight, Yeallow, Lunéville, Mony and the Hatmen, Petseleh, The Moorings, Keys and Promises.

### 2013
Du 10 au 28 avril, la 18e édition du Festival des Artefacts proposera plus de 40 concerts sur 8 jours.
Zénith de Strasbourg
- Vendredi 26 : Gesaffelstein live, Zeds Dead DJ set, Team Ghost, Cold War Kids, Sexy Sushi, Boys Noize live, Vitalic Vtlzr.
- Samedi 27 : DJ Kentaro, La Fanfare en pétard, Kery James, Keny Arkana, Wax Tailor & The Dusty Rainbow Experience, C2C.
- Dimanche 28 : La Femme, Lescop, Lou Doillon, Benjamin Biolay, Woodkid, Archive.

Laiterie
- Mercredi 10 : Throes & The Shine, Balkan Beat Box[9].
- Vendredi 12 : Shannon Wright, Theodore, Paul et Gabriel, Asaf Avidan (and Band), Aline.
- Samedi 13 : Mater Dolorosa, EZ3kiel (extended).
- Vendredi 19 : Tolédo, Los Disidentes Del Sucio Motel, Blindness, Fall of Death, The Boring, Guilty of Reason, All the Shelters, S-Core.
- Samedi 20 : Embryo, Yan Wagner, Amor Blitz, Concrete Knives, Capture, Juvéniles, Bang Gang Cock Cock, Poni Hoax, François Villon[9].

Salle des fêtes de Schiltigheim
- Jeudi 11 : Ernest, Olivia Ruiz .

### 2014
La 19e édition a lieu du 2 au 8 avril 2014 à La Laiterie et du 12 au 13 avril 2014 au Zénith de Strasbourg.
La Laiterie
- Mercredi 2 avril : Peter Peter, Birth of Joy, Von Pariahs.
- Jeudi 3 avril : ≠Fauve≠, Adrianans.
- Vendredi 4 avril : Skip the Use, Carbon Airways.
- Samedi 5 avril : Boris Brejcha, Klingande, Salut c'est cool, Androma.
- Mardi 8 avril : Agnes Obel, Feral and Stray.

Zénith de Strasbourg
- Samedi 12 avril : Stromae, Parov Stelar Band, Walk off the Earth, Thomas Azier.
- Dimanche 13 avril : Dub Inc[10], Tiken Jah Fakoly, Danakil, Alborosie, Biga Ranx, Irie Révoltés.

### 2015
- Vendredi 17 avril 2015 au Zenith : The Subways, Rival Sons, Shaka Ponk, The Prodigy[3].
- Samedi 18 avril 2015 au Zenith : Synapson, The Avener, The Parox Stelar Band, Bakermat, Joris Delacroix live[3].
- Dimanche 19 avril 2015 : Theodore Paul et Gabriel, Emiliana Torrini, Cats on Trees, Izia, Selah Sue[3].

### 2016
L'édition 2016 a lieu du 9 au 25 juin 2016. Elle comprend notamment J.C. Satan, Gland Blanc, Von Pariahs, The Dizzy Brains, Pone, The Geek x VRV, Walk off the Earth, Halestorm, Raveneye, Unsane, Sofy Major, Kadebostany, Colt Silvers, Trivium, Architects, Cypress Hill, Method Man, KRS-One, DJ Premier, Volbeat, The Hives, Skunk Anansie, Apocalyptica, Steve 'N' Seag.

### 2017
L'édition est programmée pour le 25 juin 2017. Elle comprend notamment Trust, Mastodon, Powerwolf, Anthrax, Flogging Molly, Royal Republic.

### 2018
Programmation annulée.